# Krypton (együttes)
A Krypton (2000 előtt Kripton) egy román rockzenekar. 1982-ben alapította Eugen Mihaiescu. Első nagylemezük 1988-ban jelent meg. A felállás az évek során gyakran változott.

## Tagok

### 2000-es felállás
- Eugen Mihaescu - gitár, vokál
- Marcis Nut - basszus
- Stefan "Linda" Moisa - dob
- Razvan Fodor - vokál

### Korábbi tagok
- Gabriel "Gurita" Nicolau - vokál
- Sandu "Butelie" Costel - vokál
- Dragos Docan - vokál, basszus
- Manuel Savu - gitár
- George Patranoiu - gitár
- Valentin Stoian - billentyűsök
- Razvan Lupu "Lapi" - dob
- Viorel Piţigoi - dob
- Cãtãlin Tuþã - billentyűsök
- Andy Nucã - gitár
- Bogdan Cristea - vokál
- Niki Dinescu - dob
- Sorin Voinea - billentyűsök
- Gabi Nacu - gitár

## Lemezeik

### Kripton néven
- 30 Minute (1988)
- Fără teamă (1990)
- Lanțurile (1991)

### Krypton név alatt
- Comercial (2001)
- Stresat de timp (2002)
- Deasupra Lumii (2004)
- Mă prefac în ploi (2007)